# Niger op de Olympische Zomerspelen 2024
Niger nam deel aan de Olympische Zomerspelen 2024 in Parijs, Frankrijk.

## Aantal Deelnemers
Hieronder volgt een overzicht van de atleten die zich reeds gekwalificeerd hebben voor de Olympische Zomerspelen van 2024.
| Sport     | Mannen | Vrouwen | Totaal |
| --------- | ------ | ------- | ------ |
| Atletiek  | 0      | 1       | 1      |
| Judo      | 1      | 0       | 1      |
| Schermen  | 1      | 0       | 1      |
| Taekwondo | 2      | 0       | 2      |
| Zwemmen   | 1      | 1       | 2      |
| Totaal    | 5      | 2       | 7      |

## Deelnemers en Resultaten

### Atletiek

#### Loopnummers
Vrouwen
| atleet                | onderdeel | voorronde | voorronde | series         | series         | herkansingen | herkansingen | halve finale   | halve finale   | finale         | finale         |
| atleet                | onderdeel | tijd      | rang      | tijd           | rang           | tijd         | rang         | tijd           | rang           | tijd           | rang           |
| --------------------- | --------- | --------- | --------- | -------------- | -------------- | ------------ | ------------ | -------------- | -------------- | -------------- | -------------- |
| Samira Awali Boubacar | 100 m     | 12.06     | 5         | niet geplaatst | niet geplaatst | n.v.t.       | n.v.t.       | niet geplaatst | niet geplaatst | niet geplaatst | niet geplaatst |

### Judo
Mannen
| atleet           | onderdeel | eerste ronde         | tweede ronde         | kwartfinale          | halve finale         | herkansing           | finale / BM          | finale / BM    |
| atleet           | onderdeel | tegenstander uitslag | tegenstander uitslag | tegenstander uitslag | tegenstander uitslag | tegenstander uitslag | tegenstander uitslag | rang           |
| ---------------- | --------- | -------------------- | -------------------- | -------------------- | -------------------- | -------------------- | -------------------- | -------------- |
| Ismael Alhassane | −66 kg    | Pongrácz V 00 - 10   | niet geplaatst       | niet geplaatst       | niet geplaatst       | niet geplaatst       | niet geplaatst       | niet geplaatst |

### Schermen
Mannen
| atlete        | onderdeel | eerste ronde         | tweede ronde         | kwartfinale          | halve finale         | finale / BM          | finale / BM    |
| atlete        | onderdeel | tegenstander uitslag | tegenstander uitslag | tegenstander uitslag | tegenstander uitslag | tegenstander uitslag | rang           |
| ------------- | --------- | -------------------- | -------------------- | -------------------- | -------------------- | -------------------- | -------------- |
| Evann Girault | sabel     | Oh S-u V 8 - 15      | niet geplaatst       | niet geplaatst       | niet geplaatst       | niet geplaatst       | niet geplaatst |

### Taekwondo
Mannen
| atleet                | onderdeel | kwalificatie         | eerste ronde         | kwartfinale          | halve finale         | herkansing           | finale / BM          | finale / BM |
| atleet                | onderdeel | tegenstander uitslag | tegenstander uitslag | tegenstander uitslag | tegenstander uitslag | tegenstander uitslag | tegenstander uitslag | rang        |
| --------------------- | --------- | -------------------- | -------------------- | -------------------- | -------------------- | -------------------- | -------------------- | ----------- |
| Nouridine Issaka      | -58 kg    |                      |                      |                      |                      |                      |                      |             |
| Abdoul Razak Issoufou | +80 kg    |                      |                      |                      |                      |                      |                      |             |

### Zwemmen
Mannen
| Atleet          | Onderdeel       | Series | Series | Halve finale   | Halve finale   | Finale         | Finale         |
| Atleet          | Onderdeel       | Tijd   | Rang   | Tijd           | Rang           | Tijd           | Rang           |
| --------------- | --------------- | ------ | ------ | -------------- | -------------- | -------------- | -------------- |
| Marouane Mamane | 50 m vrije slag | 30,66  | 72     | Niet geplaatst | Niet geplaatst | Niet geplaatst | Niet geplaatst |

Vrouwen
| atlete            | onderdeel       | series | series | halve finale | halve finale | finale | finale |
| atlete            | onderdeel       | tijd   | rang   | tijd         | rang         | tijd   | rang   |
| ----------------- | --------------- | ------ | ------ | ------------ | ------------ | ------ | ------ |
| Salima Youssoufou | 50 m vrije slag |        |        |              |              |        |        |